# 60s 70s 80s
60s 70s 80s – trzydziesty drugi singel Namie Amuro wydany przez wytwórnię Avex trax i trzydziesty piąty w całej jej karierze. Został wydany w wersji CD i CD+DVD. W pierwszym tygodniu sprzedano 114 719 kopii, przez siedem tygodni 256 779.

## Lista utworów
CD
| 1. | NEW LOOK                               | 4:00  |
|    |                                        |       |
| 2. | ROCK STEADY                            | 3:30  |
|    |                                        |       |
| 3. | WHAT A FEELING                         | 3:49  |
|    |                                        |       |
| 4. | NEW LOOK (wersja instrumentalna)       | 4:00  |
|    |                                        |       |
| 5. | ROCK STEADY (wersja instrumentalna)    | 3:30  |
|    |                                        |       |
| 6. | WHAT A FEELING (wersja instrumentalna) | 3:46  |
|    |                                        |       |
|    |                                        | 22:35 |
|    |                                        |       |
DVD
| 1. | NEW LOOK (Teledysk; Promotion Video)       |  |
|    |                                            |  |
| 2. | ROCK STEADY (Teledysk; Promotion Video)    |  |
|    |                                            |  |
| 3. | WHAT A FEELING (Teledysk; Promotion Video) |  |
|    |                                            |  |

## Wystąpienia na żywo
- 10 marca 2008 - HEY! HEY! HEY! - MUSIC CHAMP "WHAT A FEELING"
- 21 marca 2008 - Music Fighter - "WHAT A FEELING"
- 23 marca 2008 - CDTV - "WHAT A FEELING"
- 27 marca 2008 - Utaban - "WHAT A FEELING"
- 5 kwietnia 2008 - Music Fair21 - "NEW LOOK, ROCK STEADY, WHAT A FEELING"

## Oricon
| Diagram                                                    | Pozycja      |
| ---------------------------------------------------------- | ------------ |
| Dzienny diagram Oricon (w pierwszym dniu sprzedaży)        | #1           |
| Tygodniowy diagram Oricon (w pierwszym tygodniu sprzedaży) | #1           |
| Miesięczny diagram Oricon (w pierwszym miesiącu sprzedaży) | #5           |
| Japan Hot 100                                              | 1 (NEW LOOK) |